# Cicle termodinàmic
En termodinàmica, un cicle termodinàmic és un circuit de transformacions termodinàmiques realitzades en un o més dispositius destinats a l'obtenció de treball a partir de dues fonts de calor a distinta temperatura, o de manera inversa, a produir mitjançant l'aportació de treball el pas de calor de la font de menor temperatura a major temperatura.
L'obtenció de treball a partir de dues fonts tèrmiques a distinta temperatura s'empra per a produir moviment, per exemple en els motors o en els alternadors emprats en la generació d'energia elèctrica. El rendiment és el principal paràmetre que caracteritza a un cicle termodinàmic, i es defineix com el treball obtingut dividit per la calor gastada en el procés, en un mateix temps de cicle complet si el procés és continu. Aquest paràmetre és diferent segons els múltiples tipus de cicles termodinàmics que existeixen, però està limitat pel factor o rendiment de Carnot.
Un cicle termodinàmic invers cerca el contrari al cicle termodinàmic d'obtenció de treball. S'aporta treball extern al cicle per aconseguir que la transferència de calor es produeixi de la font més freda a la més calenta, al revés de com tendiria a succeir naturalment. Aquesta disposició s'empra en les màquines d'aire condicionat i en refrigeració.